# Julio González

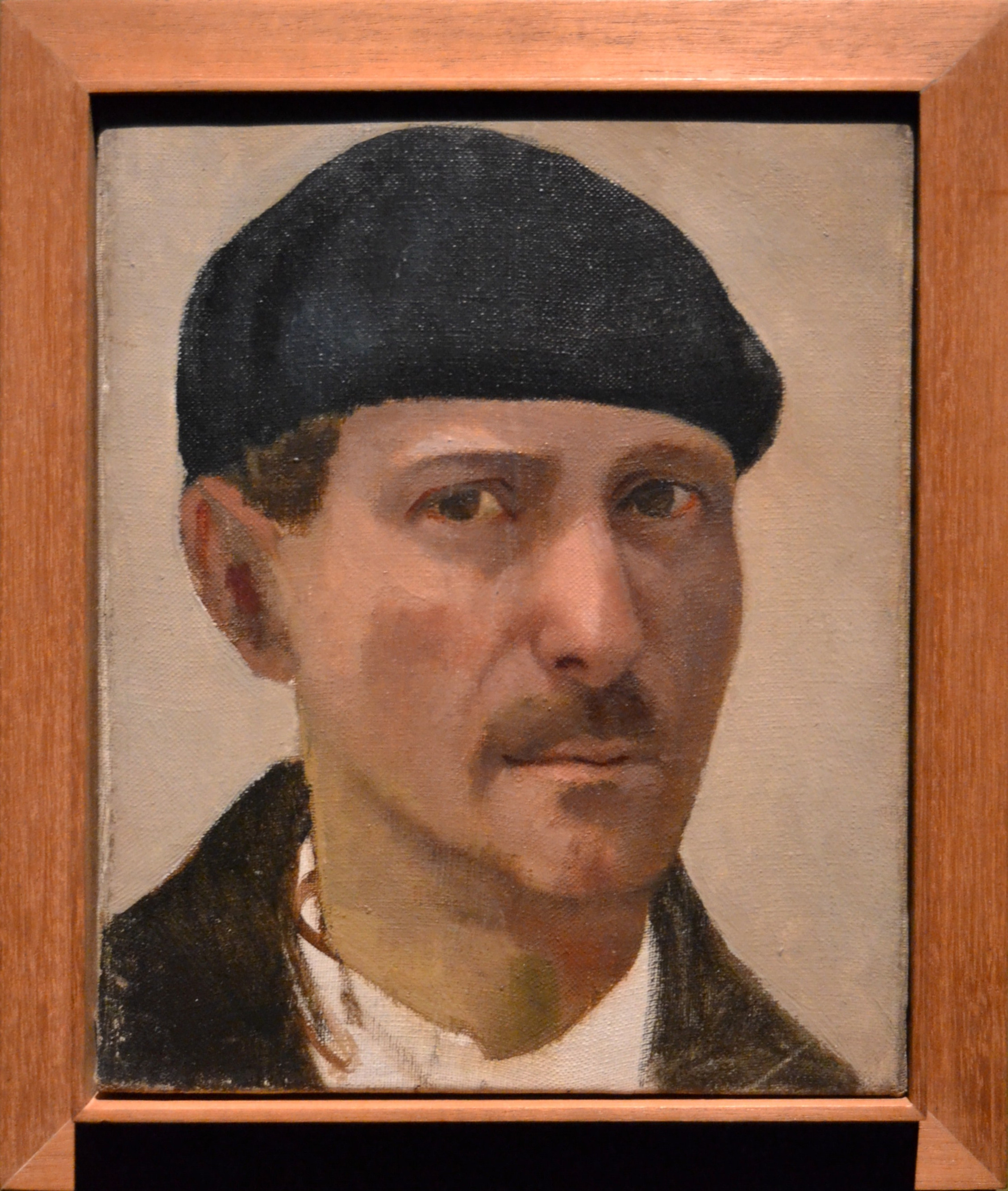
Autoportrét, Julio González 1920, IVAM

Julio González, rodným jménem Julio Luis Jésus González Pellicer (21. září 1876, Barcelona – 27. března 1942, Arcueil) byl španělský malíř a sochař, jeden ze zakladatelů moderního sochařství a lineární plastiky.

## Život
Julio se spolu se svým starším bratrem Joanem vyučil kovotepectví a zlatnictví v dílně svého otce v Barceloně. Oba bratři zde navštěvovali večerní kursy kreslení v Cercle Artístic de Sant Lluc. Ve známém kabaretu Els Quatre Gats, který byl centrem katalánského modernismu, se kolem roku 1890 Julio potkal i s Pablem Picassem. Roku 1896 jejich otec zemřel a roku 1899 se rodina přestěhovala do Paříže.
Julio se stal členem komunity výtvarníků na Montparnassu, do níž patřili Pablo Picasso, Georges Braque, Max Jacob, Joaquín Torres García, Pablo Gargallo, Manolo Hugué, Jaime Sabartés a Constantin Brancusi. Věnoval se malířství, ale vytvořil i několik tepaných bronzových hlav a získal zkušenosti od sochaře, který rovněž pracoval s kovem, Pabla Gargalla. Poprvé vystavoval obrazy a sochy v Société Nationale des Beaux-Arts (1903, 1909), na Salonu nezávislých 1907 a na Podzimním salonu 1909. Po nečekané smrti bratra roku 1908 se uzavřel do sebe, přestal malovat a prožil několik let téměř v izolaci. Pracoval jako kovář a roku 1918 nastoupil do továrny firmy Renault, kde se naučil svářet autogenem.
Stýkal se s Brancusim, pro kterého svařoval kostry k sádrovým sochám a s Picassem. González měl první autorskou výstavu maleb, soch a šperků roku 1922 v galerii Povolovsky v Paříži a roku 1927 se vzdal malování a věnoval se pouze kovové plastice. V letech 1928–1931 pracoval společně s Picassem v Boisgeloup a pomáhal mu při svařování lineárních kovových plastik.
Roku 1930 měl González autorskou výstavu soch v Galerie de France v Paříži a následující rok poprvé také na Salon des Surindépendants. V roce 1937 vystavoval ve španělském pavilonu na Světové výstavě v Paříži a na výstavě kubismu a abstraktního umění v Muzeu moderního umění v New Yorku. Přestěhoval se do městečka Arcueil poblíž Paříže, kde zemřel roku 1942 ve věku 65 let.

## Dílo

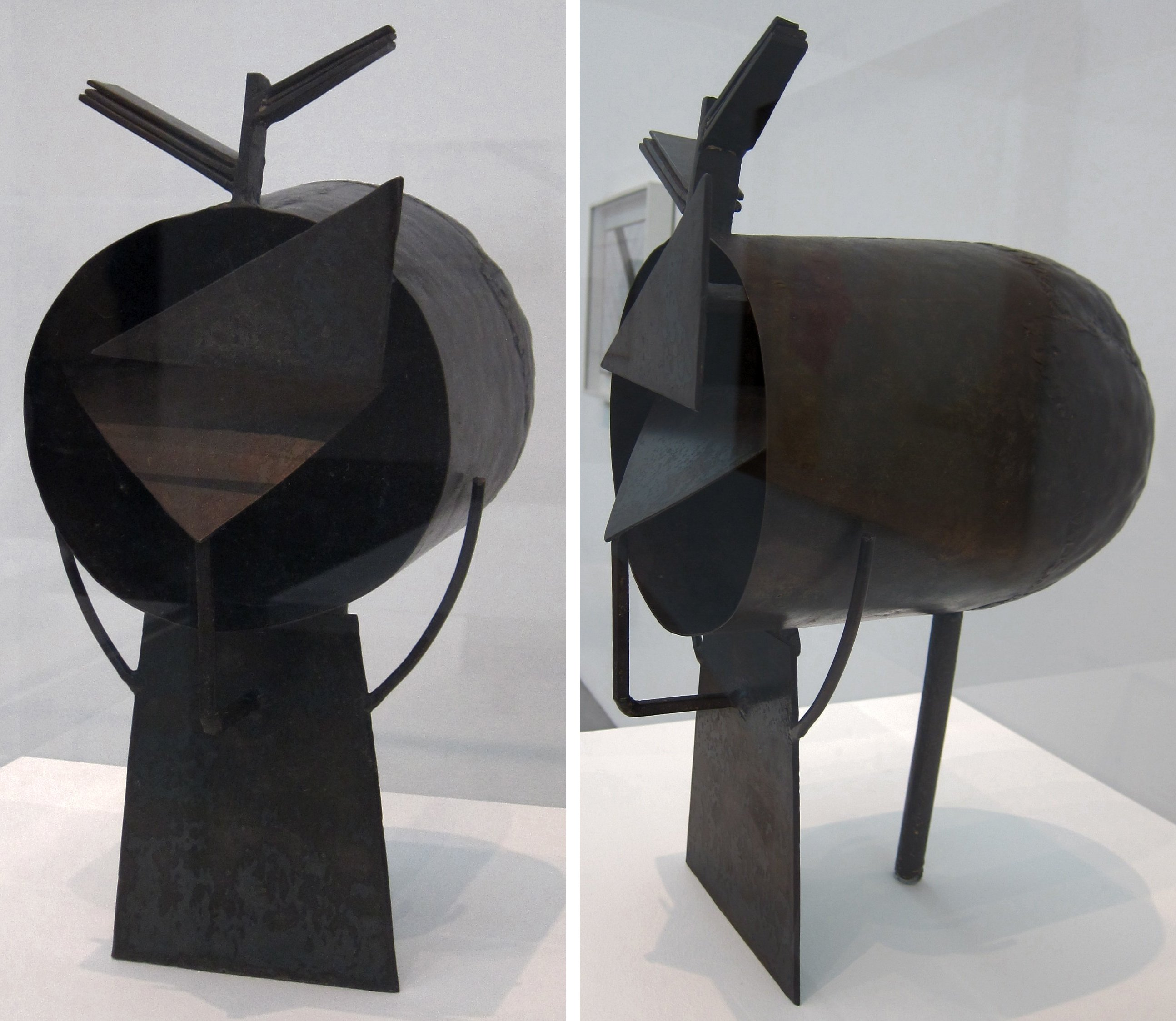
Hlava- Tunel, Tate Modern

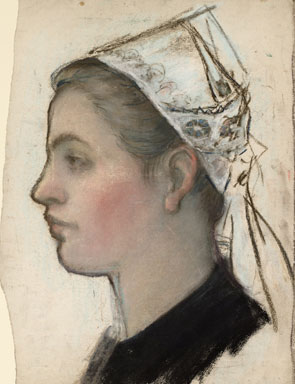
Profil dívky v šátku, 1904, pastel

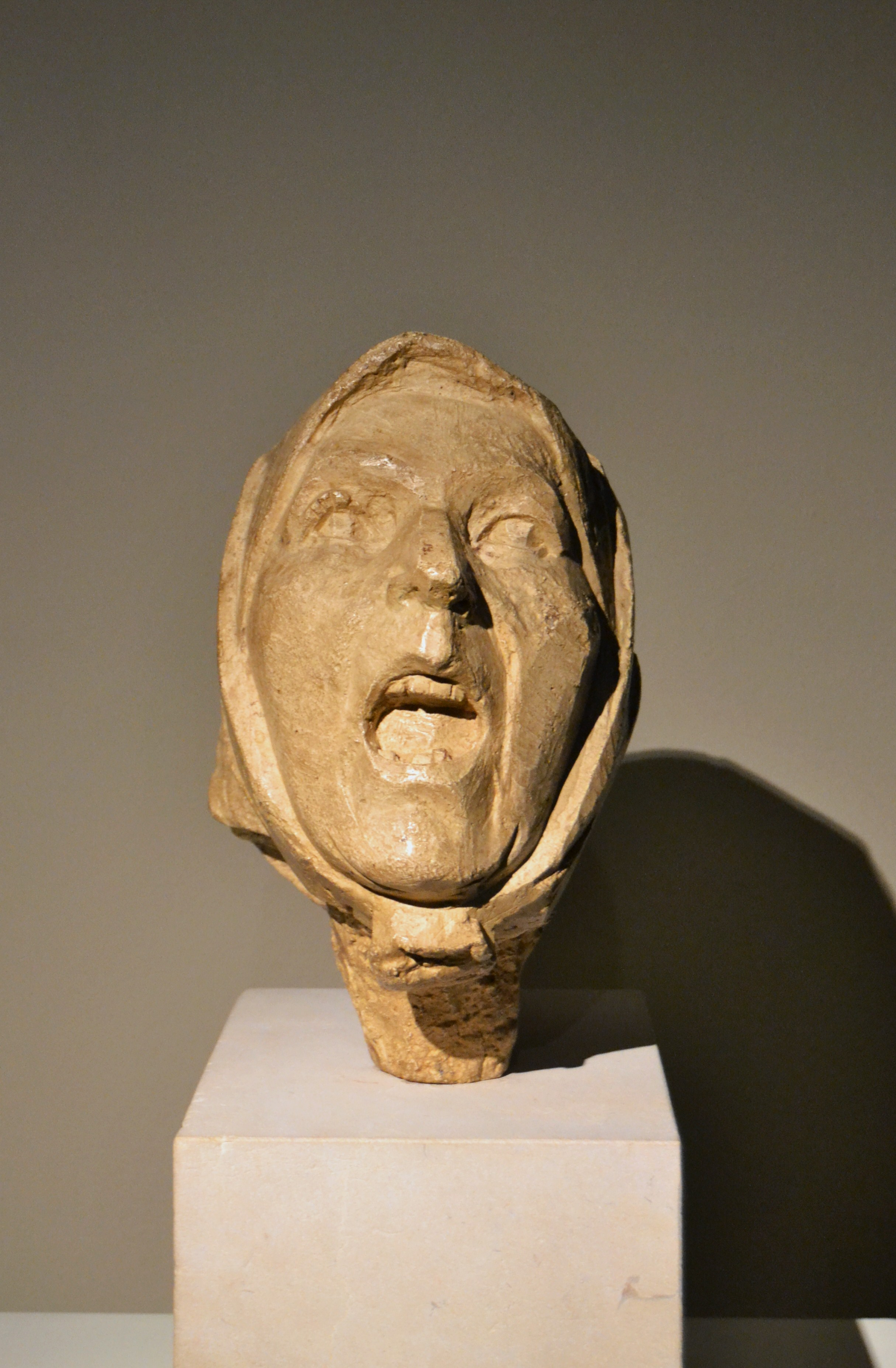
Křičící Monserrat, IVAM

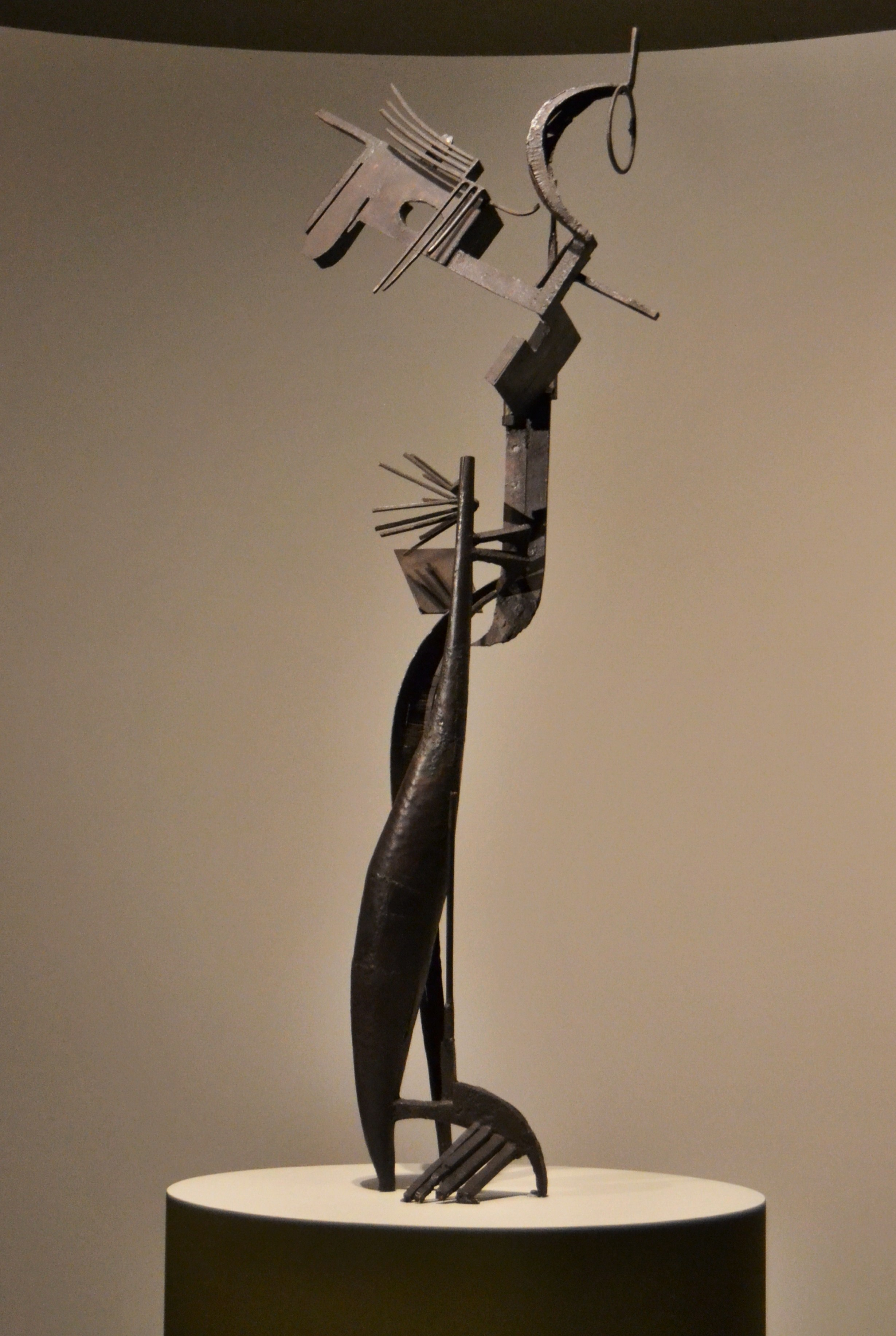
Žena se zrcadlem, 1936-37, IVAM

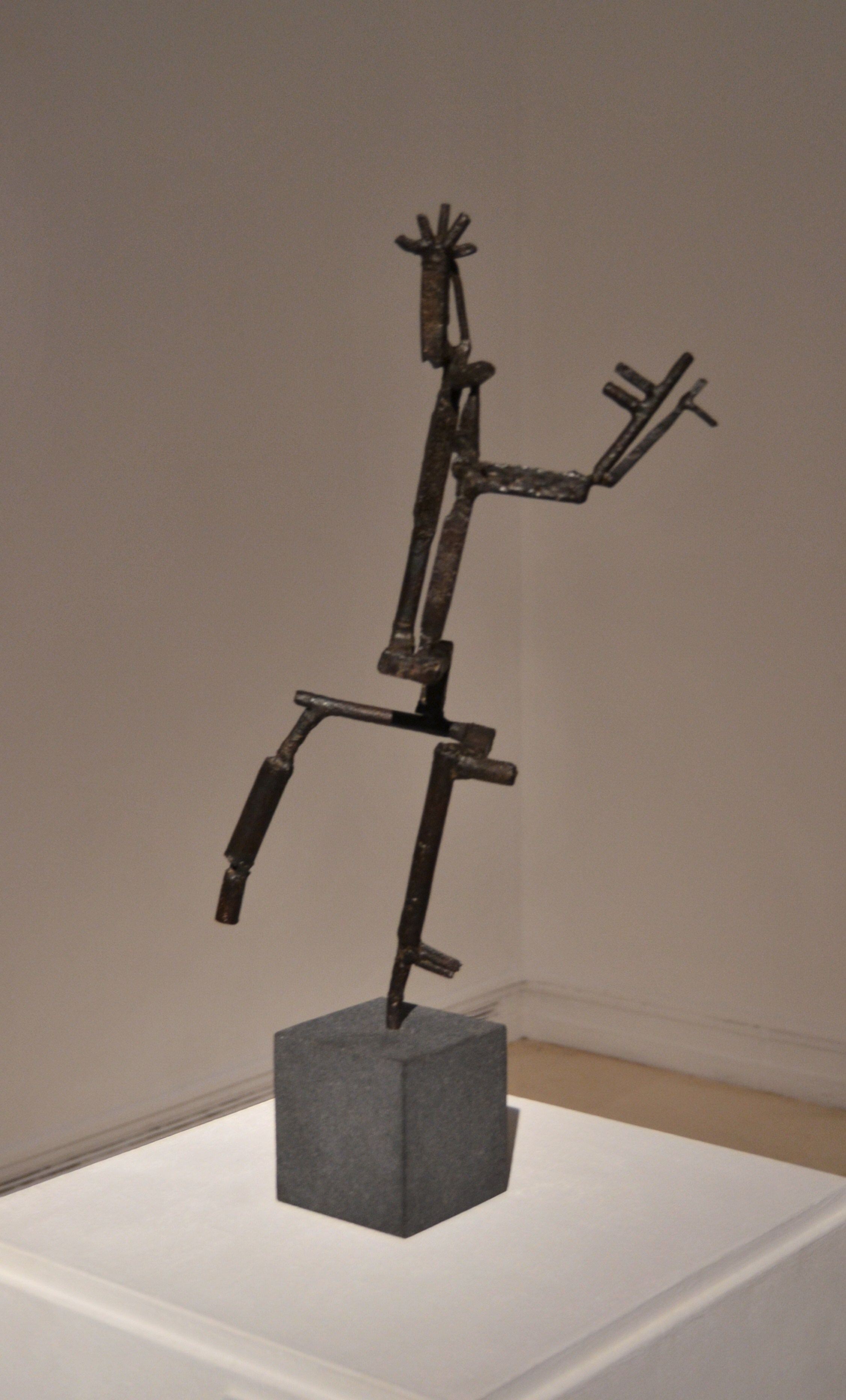
Tanečnice s kopretinou, 1937, IVAM

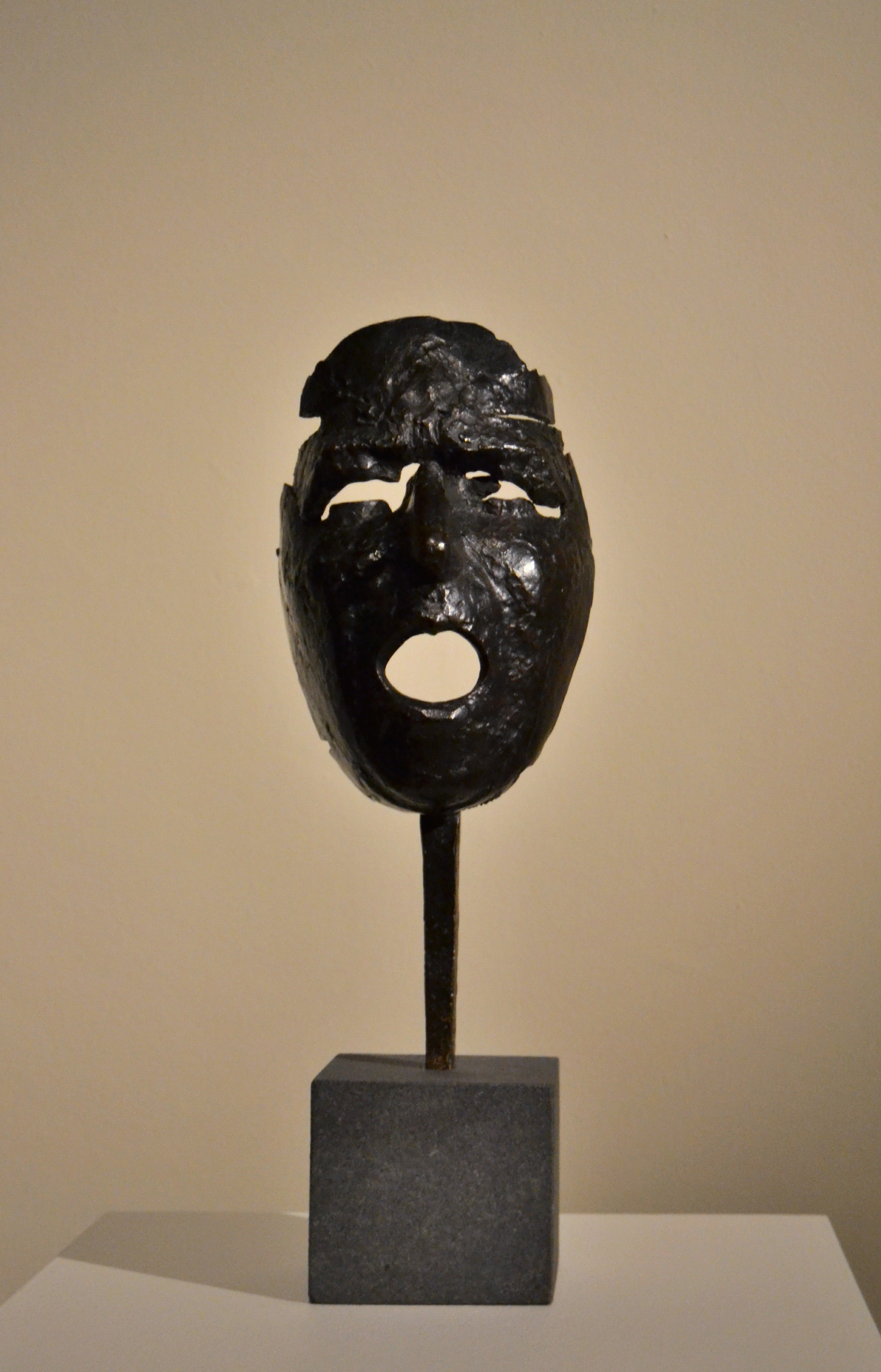
Křičící maska Montserratu, 1938-9, IVAM

Gonzálezovy portréty a akty byly umírněně moderní ve stylu Puvise de Chavannes a Gauguina v době, kdy se Picasso už zabýval kubismem. Poté, co se naučil svářet kov, tvořil figury z kovaného a svařovaného železa, které se vyvíjely ve dvou paralelních liniích. Pro symbolické sochy, kterými vyjadřoval svůj vztah k rodnému Katalánsku, volil tradiční pojetí sochy a hmotné objemy. Taková je jeho Stojící žena v šátku nebo dramatická maska Křičící Monserrat z roku 1936, vystavená roku 1937 na Světové výstavě v Paříži v sousedství Picassovy Guerniky. Jeho návrat k modelaci v sádře během válečných let byl ovlivněn nedostatkem acetylenu a kyslíku.

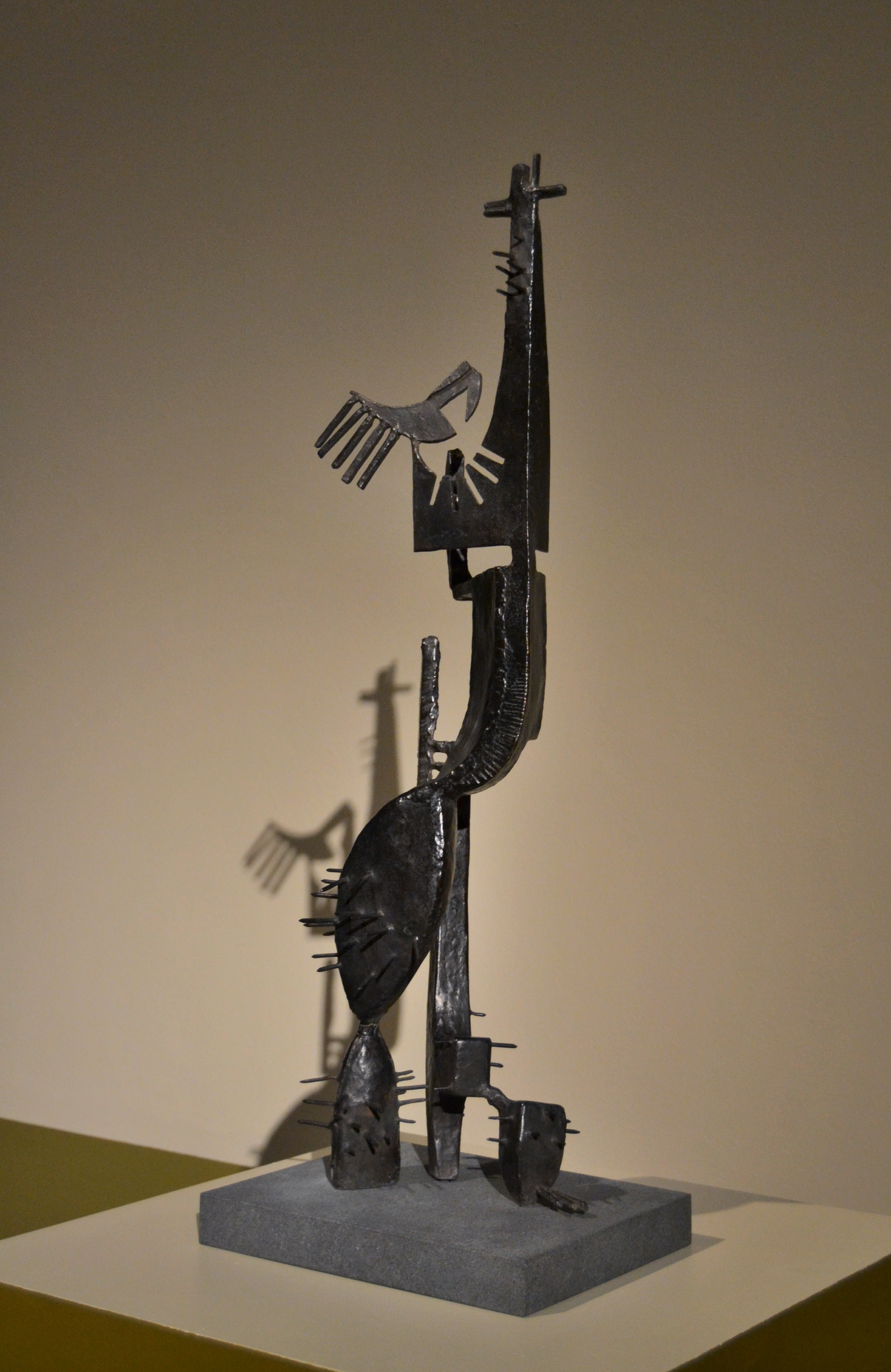
Dáma-kaktus, IVAM

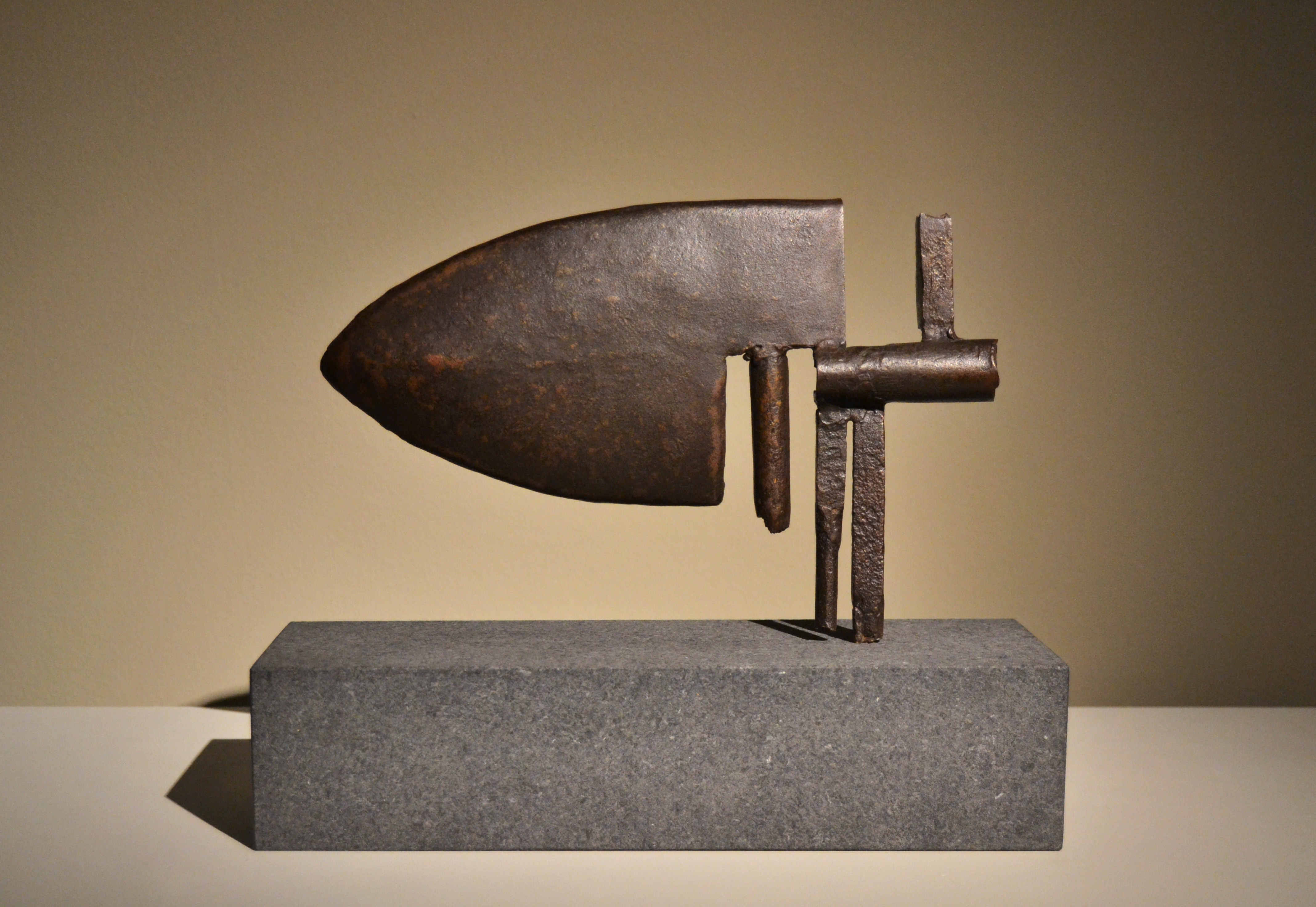
Můj spánek, 1937, IVAM

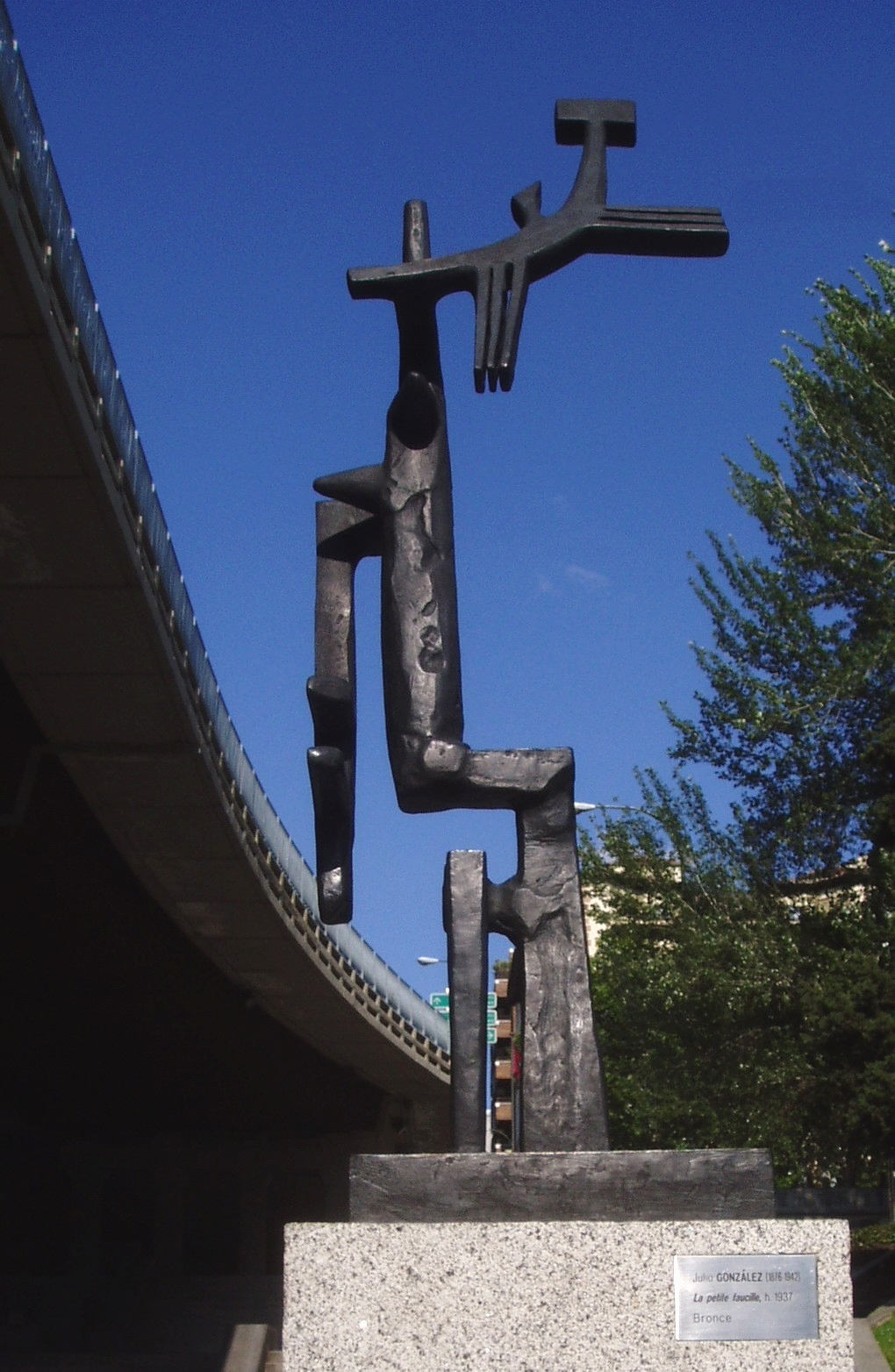
La petite faucille, Museo Arte Público. Madrid

Pro Gonzálezovo místo v historii moderního sochařství je významnější druhá linie, která se ve spolupráci s Picassem vyvíjela k lineárním formám a abstrakci. Vliv obou umělců byl vyrovnaný a Picasso přiznával, že Gonzálezova zručnost při práci s kovem mu pomohla při realizaci některých nápadů. González redukuje objemy do úzkých a protáhlých forem, které se větví v prostoru. Více než o figuru jde o důmyslnou konstrukci hmotnějších a tenkých lineárních částí a uplatňuje se zde také hrubost povrchu, která nese stopy ohně a zásahů kladiva. Názvy některých soch napovídají, že podstata tvoření je v Gonzálezově pojetí hravá s prvkem jemné ironie.(Hlava-tunel, Člověk-kaktus)
Gonzálesův význam pro umění dvacátého století byl dlouho nedoceněn a jeho dílo bylo známé jen úzkému okruhu jeho přátel. Mimo Picassa k jeho příznivcům patřili Pablo Gargallo, Charles Despiau a Constantin Brancusi. V současné době je považován za zakladatele železné plastiky. V úsilí zapojit do své práce prostor a čas vytvořil vlastní osobitý styl a změnil i vnímání železa jako materiálu tím, že ho obdařil novými konstrukčními a výrazovými vlastnostmi.

### Následovníci
- David Smith
- Eduardo Chillida
- Anthony Caro
- Jorge Oteiza
- Andreu Alfaro

### Zastoupení ve sbírkách (výběr)
- Centre Julio González, Institut Valenciá d'Art Modern (Největší kolekce, téměř 400 děl z pozůstalosti Julia Gonzálese, spolu s díly jeho bratra a dcery)
- Tate Gallery
- Museum of Modern Art New York
- Centre Pompidou
- Solomon R. Guggenheim Museum New York
- Peggy Guggenheim Collection Venice
- The Art Institute of Chicago
- Museu Nacional d'Art de Catalunya
- Museo Nacional Centro de Arte Reina Sofía Madrid[8]
- Museo Patio Herreriano de Valladolid
- Cleveland Museum of Art
- Hirshhorn Museum and Sculpture Garden Washington D.C.
- Honolulu Museum of Art
- Kröller-Müller Museum Otterlo
- Los Angeles County Museum of Art
- Luís Ángel Arango Library Bogotá, Colombia
- National Gallery of Scotland Edinburgh
- Musée des Beaux-Arts de Rennes
- Philadelphia Museum of Art
- Nasher Sculpture Center Dallas

### Výstavy (výběr)
- 1893 Chicago
- 1903 Société Nationale des Beaux-Arts, Paris
- 1907 Salon des indépendants, París.
- 1909 Salon d'automne a París.
- 1922 Julio González, galerie Povolosky, Paris.
- 1932 Salon des surindépendants, París.
- 1935 Thèse, antithèse, synthèse, Lucern
- 1936 L'Art contemporain espagnol, Galerie du Jeu de Paume, Paris
- 1936 Cubism and Abstract Art, MoMA New York.
- 1937 Fantastic Art, Dada, and Surealism, MoMA Nova York
- 1937 Světová výstava 1937, Paris
- 1952 Rétrospective Julio González, Palais de Tokyo
- 1955 Documenta 1, Kassel
- 1955 Rétrospective Julio González, Stedelijk Museum Amsterdam, Palais des Beaux-Arts Bruxelles, Kunsthalle Bern, MoMA New York
- 1966 Julio González, Musée national d'art moderne à Paris
- 1990 Whitechapel Art Gallery, London
- 1999 Picasso-González, dialogue Abattoirs, Toulouse
- 2004 Museu d’Art Contemporani, Barcellona
- 2006 Lehmbruck Museum, Duisburg / Kunsthaus Zurich
- 2007 Julio González, Centre Georges Pompidou, París.
- 2009 Juli González. Retrospectiva, Museu Nacional d'Art de Catalunya